# الدواسر

الدواسر هي قبيلة عربية قاعدتها الأساسية في جنوب نجد في محافظات وادي الدواسر والسليل الأفلاج والخرج. تنقسم القبيلة إلى جذمين هما «آل زايد» و«تغلب»، وينقسم آل زايد إلى عمارتين هما «آل سالم» وهم (الوداعين والرجبان والمخاريم والبدارين) و«آل صهيب» وهم (آل حسن والغييثات والحراجين والشرافا وآل جري)، وينقسم آل تغلب إلى عمارتين وهم «آل محمد» وهم (العمور والخييلات) و«آل علي» وهم (الحقبان والمصارير والمشاوية). تجمع قبيلة الدواسر بين الحضارة والبداوة، فهم بدو من ناحية يملكون الإبل والماشية ويعطون البداوة حقها، وحاضرة من ناحية أخرى لهم النخيل والمدن والمزارع، وبلادهم من أخصب شبه الجزيرة العربية وأكثرها مياها.

## التاريخ
ذكر نشوان الحميري (المتوفى في سنة 573هـ) القبيلة في كتابه «شمس العلوم ودواء كلام العرب من الكلوم» وقال: «والدَّوَاسِر: حَيٌّ من العرب.» وذكرهم علم الدين أبي الحسن علي بن محمد السخاوي (المتوفى في سنة 643هـ) في كتابه «سفر السعادة وسفير الإفادة» وقال: «والدَّوَاسِرُ أيضاً: قبيلةٌ.» وذكرهم ابن المجاور (المتوفى في سنة 690هـ) في كتابه تاريخ المستبصر عند حديثه عن نجد فقال: «وتنقسم أموال هذه البلاد على فرقتين: الضأن وبعض الإبل والخيل، فأما الإبل والضأن فيستقنونهم قوم يقال لهم الشاورية، وبعض الإبل والخيل يستقنونهم الدواسر، ولم يعرفوا غير هذا المال شيئًا آخر، يعني مثل المعز والبقر والثيرة والحمير والبغال، والآن ينزل البدوان حول القصور بالبيوت الشعر والخيل والإبل والغنم وهم أهل جود وعطا وكرم، مأكولهم لحم الإبل ومشروبهم الحليب وركوبهم الخيل وبيعهم وشراؤهم الخيل والإبل ولبسهم الخام، وهم أهل قوة وفصاحة، ويدورون الفلاة وراء الأموال والنعم، لا يؤدون قطعة ولا يعرفون خراجًا. قال ابن المجاور: وكل بدوي لا يأوي تحت سقف ولا يؤدي قطعة فهو من أولاد إسماعيل بن إبراهيم الخليل، عليه السلام، ليس فيه خلاف ولا شك، والله أعلم.»
وذكر ابن فضل الله العمري (المتوفى في سنة 749) في كتابه «التعريف بالمصطلح الشريف» أن السلطان المملوكي محمد بن قلاوون يكتب للدواسر بشأن رغبته في شراء خيل تذكر لديهم، فقال: «وممن يُكاتَب من عرب اليمن: الدَّواسر وزُبَيْد. كان [ذلك] إلى رجالٍ منهم بسبب خيل تسمَّى للسطان عندهم، وكنّا نكتب إليهم على قَدْر ما يظهر لنا بالاستخبار عن مكانة الرجل منهم. وكُّلها ما بين «المجلس السامي الأمير» وما بين «مجلس الأمير» ليس إلّا.» وأشار إليهم أبو العباس القلقشندي (المتوفى في سنة 821هـ) قال: «الدواسر: بطن من العرب باليمن. ذكرهم المقر الشهابي بن فضل الله في «التعريف بالمصطلح الشريف» وقال: إنه كان يكتب إلى رجال منهم بسبب جعل (خيل) تسمى للسلطان عندهم، وإنه كان يكتب إليهم بحسب ما يظهر بالاستخبار عن مكانة الرجال.»
أشار المطهر بن محمد الجرموزي (المتوفى في سنة 1076هـ) إلى أن إمام اليمن أرسل رسائل إلى عدة قبائل من بينها قبيلة الدواسر عام 1074هـ، وروى الجرموزي في كتابه عن غزوة من قبيلة بني خالد على قبيلة الدواسر رواها له الأمير ياسين بن الحسن في صعدة عن صاحب له من أعيان الدواسر اسمه «مضمون».
ذكرهم محمد بن حمد البسام (المتوفى في سنة 1246هـ) عند حديثه عن قبائل نجد في زمنه، قال: «منهم: الدواسر، وهم قبيلة مشهورة، ذات سداد واعتداد، ومحافظات على قب الجياد، ذوا كرم وافر وإقدام متكاثر، عدد سقمانهم ثمانية آلاف سقماني، وخيلهم ألف وخمسمائة.» وذكر قبيلة الدواسر إبراهيم فصيح الحيدري (المتوفى في سنة 1299هـ) في كتابه «عنوان المجد في بيان أحوال بغداد والبصرة ونجد»، قال: «ومن أعظم عشائر نجد الدواسر، وهم خلق كثير، حاضرة وبادية، في غاية القوة والشجاعة والكثرة والعنف... قال في نهاية الأرب: وهم بطن من العرب باليمن. ولم ينسبهم إلى أحد.»
يقول ابن خميس إن قبيلة الدواسر من القبائل البدوية يتتبعون مساقط الغيث ومراعي الماشية، ويقطنون المناهل في القيظ، يملكون الإبل والخيل والماشية، ويعطون البداوة حقها، لهم النخيل الهائلة الكثيرة والمدن والمزارع والبث والحرث.
قال شاعر من الدواسر (سعد بن مدوس الفصام):

## الأقسام
تنقسم قبيلة الدواسر إلى جذمين كبيرين هما:
| آل زايد |

| آل دوسر من تغلب |

### آل زايد
ينقسم جذم آل زايد إلى عمارتين، هما: «آل سالم بن زايد» و«آل صهيب بن زايد».
| آل سالم بن زايد |

| آل صهيب بن زايد |

#### آل سالم بن زايد

##### آل ودعان بن سالم (الوداعين)
ينقسم بطن الوداعين إلى فخذين، هما:
- آل غانم بن ناصر بن ودعان، وينقسم هذا الفخذ إلى سبعة فصائل:[16]
  - آل خميس بن غانم (الخماسين). ويسكنون في مراكز الخماسين والخماسين الشمالي بمحافظة وادي الدواسر.
  - آل دواس بن غانم. ويسكنون في السليل ومركز الدواسية، و«الفرعة» بمحافظة وادي الدواسر.
  - آل راشد بن غانم (الرواشدة). ويسكنون في «القاعية» غرب مركز نعجان والصحنة في محافظة الدلم، ومحافظة الخرج، و«هجرة حمام» في السليل، و«الراشدية» بالخرج.
  - آل زايد بن غانم. ويسكنون بمحافظة وادي الدواسر، ومركز آل عويمر وهجرة «الخالدية» بوادي الدواسر، والسليل.
  - آل سويلم بن غانم. ويسكنون في السليل ووادي الدواسر.
  - آل ولمان بن غانم (الولامين). ويسكنون في مركز الولامين و«الفرعة» بوادي الدواسر.[17]
  - آل شماس بن غانم. ويسكنون في محافظة الشماسية في منطقة القصيم، وفي عودة سدير، في مركز الصفرات بمحافظة ثادق، وفي القرينة بحريملاء، وفي أنحاء منطقة القصيم.[18]
- آل لاحق بن ناصر بن ودعان:[19]
  - آل خميس بن لاحق، وهم (آل حجي بن خميس، وآل ضويان بن خميس). ويسكنون في مركز آل حجي ومركز آل هميل و«مركز آل ضويان» وخيران وفي محافظة السليل.
  - آل معن بن لاحق، وهم (آل خليف بن معن، وآل دليم بن معن). ويسكنون في مركز آل حنيش ومركز آل محمد ومركز آل خليف والخالدية بمحافظة السليل، وفي «الجوبة»، وفي مركز الوداعين بمحافظة الأفلاج.[20]

##### آل رجب بن سالم (الرجبان)
يسكنون في اللدام ومقابل وآل براز بمحافظة وادي الدواسر. ينقسم بطن الرجبان إلى فخذين، هما:
- آل منصور بن رجب:
  - آل شايق (الشوايق).
  - آل خطاب (الخطاطبة).
- آل عياض بن رجب (العييضات):[22]
  - آل براز.
  - آل حميد.
  - الحرارشة.

##### آل منيع بن سالم (المخاريم)
يسكنون في الزويراء، والمعتلاء، والمعتلاء القديم، ومركز المخاريم، والنميص، والعسيلة، وبلثقاء، وصيحة، وهجرة الحمره وهجرة الحمل، وهجرة قمران، وهجرة طلحا، وهجرة العبلية، وهجرة الدهو، وهجرة الحامرية، وهجرة العيينة. ينقسم بطن المخاريم إلى:
| - آل معيلي بن منيع: - آل مشهاب بن شملان بن معيلي. - آل عطوان. | - الضبان: - آل كلاب. - آل داغان. - القلوب. - الشهلان. - العيابين. - الهضابين. | - آل أبا الديون: - آل عيسى. - الصييلات. - آل أبو فرية. - النمارين. - المساهرة. | - الهملة: - آل جعدة. - الحوفة. - الغوارفة. |

##### آل بدران بن سالم (البدارين)
يسكنون في (المحمل: ثادق - البير - الصفرات)، و (سدير: الغاط - جلاجل - الحصون - الروضة - الخطامة - العودة)، و (القصيم: الشماسية - النبقية - المذنب - بريدة - عنيزة). ينقسم بطن البدارين إلى فخذين، هما: